# Jadwiga Dąbrowska
Jadwiga Dąbrowska (blason Radwan), née le 14 juin 1931 à Poznań, morte le 13 mars 2015 à Ivry-sur-Seine,, est une philologue romaniste, femme de lettres, poète, traductrice, journaliste polonaise et militante de la diaspora polonaise en France.

## Biographie

### Enfance (1931-1945)
Jadwiga Hortensja Maria Dąbrowska est née le 14 juin 1931 au 31 rue Mickiewicz à Jeżyce, Poznań (en) dans une famille de militants pour l'indépendance, le professeur Stefan Tytus Dąbrowski (1877-1947), recteur de l'université de Poznań et son épouse philologue Zofia née Żółtowska d'Ogończyk (1887-1975). À partir de 1934, ils habitent à Stary Puszczykowo. Au début du mois de septembre 1939, ils se rendent à Niechanowo, puis le 20 décembre 1939 sur le territoire du Gouvernement général de Pologne occupée. Ils résident ensuite à Nawojowa, Szczawnica, Ropa, Dobra, Bielice et Wilkowice. Ils rentrent à Poznań le 18 mars 1945.

### La vie en Pologne communiste (1945-1981)
En 1947, elle commence sa scolarité au lycée religieux de Polska Wieś, près de Pobiedziska. En 1950, elle commence des études d'allemand à l'université de Poznań, mais au bout d'un an, elle obtient un transfert à l'université Jagellonne de Cracovie pour y étudier le français. À compter du 1er septembre 1965, elle est engagée comme assistante au département de linguistique appliquée de l'université Adam-Mickiewicz puis, à partir de 1969, à l'Institut de philologie romane de la même université. Le 19 mars 1970, elle soutient sa thèse de doctorat intitulée Structures de l'interrogation directe en français et en espagnol de nos jours (Ossolineum) rédigée sous la direction du professeur Stanisław Gniadek (pl). De 1973 à 1977, elle enseigne la linguistique à l'Université de Silésie (Institut de philologie étrangère). Elle passe ensuite à l'École supérieure de pédagogie de Cracovie.

### Activités en France (1981-2015)
En automne 1981, elle se rend à Paris pour passer un DEA à la Sorbonne (1983). À la suite de la proclamation de la loi martiale en Pologne, elle s'engage au sein de l'émigration polonaise en France, notamment en enseignant le français aux enfants. Elle occupe des fonctions dans les associations Éditions Casimir-Le-Grand (1992-2003) et Les Amis de CK Norwid (depuis 2008). En 1996, elle est cofondatrice du mensuel culturel et social Teczka (en collaboration avec Bogdan Dobosz). Elle était également membre de l'Association polonaise des écrivains, journalistes et traducteurs d'Europe et de l'Association des écrivains polonais en exil (dont le siège est à Londres).
Au cours de son séjour à Paris (1986-1991), elle publie quatre recueils de poésie, en polonais et en français : Zaułek pełen ptaków (1986), Pogranicze / Confins (1987), Wiersze nieobecne / Poèmes de l'Absence (1988) et Liczenie Gwiazd / Le Compte-Étoiles (1991). En 2009, elle publie un autre volume à Łódź : Zbiory.
Elle est enterrée au cimetière de Puszczykowo (pl) le 26 mars 2015.